# Melipona salti
Melipona salti är en biart som beskrevs av Schwarz 1932. Melipona salti ingår i släktet Melipona och familjen långtungebin. Inga underarter finns listade i Catalogue of Life.